# 4-cloro-1-butino
El 4-cloro-1-butino, llamado también 4-clorobut-1-ino, es un compuesto orgánico de fórmula molecular C4H5Cl. Es un cloroalquino lineal de cuatro carbonos con un átomo de cloro unido a uno de los carbonos terminales y un triple enlace en el extremo opuesto de la cadena carbonada.

## Propiedades físicas y químicas
A temperatura ambiente, el 4-cloro-1-butino es un líquido incoloro con una densidad ligeramente inferior a la del agua, ρ ≃ 0,986 g/cm³.
Su punto de ebullición es 96 °C y su punto de fusión -59 °C, si bien ambos valores son estimados.
El valor del logaritmo de su coeficiente de reparto, logP = 1,40, indica que es algo más soluble en disolventes apolares que en disolventes polares.
En agua, su solubilidad es de 3,8 g/L aproximadamente.

## Síntesis
El 4-cloro-1-butino se prepara a partir de 3-butinol y unas gotas de piridina en un baño de agua y hielo, al cual se añade cloruro de tionilo (SOCl2). La mezcla se agita durante 30 minutos, se calienta a 70 °C y se mantiene a reflujo durante tres horas y media.

## Usos
El 4-cloro-1-butino se puede trimerizar utilizando un catalizador de Ziegler preparado a partir de cloruro de titanio (IV) y triisobutilaluminio. Como producto se forma una mezcla de 1,3,5- y 1,2,4-tris(clorobutil)benceno. El tratamiento con acetiluro de sodio proporciona los correspondientes tributinilbencenos.
De igual modo, se ha empleado este compuesto en reacciones de sililrodación para la inserción de monóxido de carbono en complejos de vinilrodio. Esta reacción debe realizarse con una baja cantidad de catalizador de rodio (como Rh4(CO)12) y presiones relativamente altas de monóxido de carbono (20 - 30 atm).
El 4-cloro-1-butino se emplea en reacciones de adición de tioles aromáticos, por ejemplo feniltiol, utilizando el catalizador de Wilkinson.
También participa en la síntesis del fenilacetato de 4-(4-halo-butiril)-α,α-dimetilo. intermediario clave en la elaboración del antihistamínico fexofenadina.